# Bodil Kåge
Bodil Kåge, född 28 augusti 1929 i Oscars församling i Stockholm, död 22 juni 2014, var en svensk skådespelare
och bibliotekarie. Vid sin pension 1994 var hon chef för Stockholms kulturnämnds ytterstadsbyrå.
Hon var dotter till skådespelaren Ivar Kåge och manusförfattaren Ulla Kåge. Hon var gift med Nils Gustav Engberg 1951–1953 och med regissören Per Verner-Carlsson 1953–1982. Med honom fick hon barnen Matti Verner Carlsson von Magius (född 1954), författaren och översättaren Casper Verner-Carlsson (född 1956) och sångaren Maja Verner-Carlsson (född 1962). Bodil Kåge är begravd på Norra begravningsplatsen utanför Stockholm.

## Filmografi
- 1936 – Kungen kommer
- 1939 – Folket på Högbogården

## Teater

### Roller (ej komplett)
| År   | Roll                  | Produktion                                               | Regi              | Teater                     |
| ---- | --------------------- | -------------------------------------------------------- | ----------------- | -------------------------- |
| 1939 | Gwen (Flouncy) Harvey | Guldbröllop Dodie Smith                                  | Carlo Keil-Möller | Dramaten                   |
| 1961 |                       | Herr Paddas bravader (Toad of Toad Hall) Kenneth Grahame | Jan Hemmel        | Stockholms skolbarnsteater |